# Star Wars: The Empire Strikes Back (videojuego de 1982)
Star Wars: The Empire Strikes Back es un videojuego de disparos de desplazamiento lateral publicado por Parker Brothers en 1982 para la consola Atari 2600 y posteriormente en 1983 para la consola de Mattel Intellivision. Fue el primer videojuego creado tomando como base la saga de Star Wars.

## Modo de juego
En el juego, el jugador pertenece a la Alianza Rebelde y controla un Snowspeeder para luchar contra Andadores Imperiales AT-AT en el planeta Hoth.
El objetivo consiste en retener a los Andadores Imperiales el mayor tiempo posible antes de que destruyan el generador de escudo de la Base rebelde Eco.
El manejo de los niveles de dificultad incluye algunas variables, como la velocidad inicial de desplazamiento de los andadores, el hecho de que los andadores fueran sólidos o no, o si los andadores cuentan con una "bomba inteligente".
El jugador puede destruir un andador mediante disparos repetidos en la cabeza o el torso; los disparos en las piernas no les provocan daños. Los andadores cambian de color según el daño que reciban, pasan de negro (sin daños) a varios tonos de gris, rojo, naranja y amarillo (daño crítico). También se puede destruir a los andadores disparando a un pequeño punto parpadeante que aparece aleatoriamente. En la consola Intellivision los andadores requieren de 30 disparos para ser destruidos mientras que en la consola Atari se requiere de 48 disparos.
Los andadores se defienden disparando a los snowspeeders y cada vez que aciertan cambian el color del snowspeeder, pasando de negro a rojo y de rojo a amarillo, antes de destruirlo (recibir tres disparos le cuesta una vida al jugador). El jugador puede aterrizar su snowspeeder para repararlo. En niveles de mayor dificultad los andadores serán sólidos, esto significa que el jugador podría chocar contra ellos perdiendo una vida. En otros niveles se incluye una "bomba inteligente" la cual se lanza periódicamente desde el puerto parpadeante del andador y persigue al jugador por un tiempo. Si un jugador es alcanzado por una "bomba inteligente" su snowspeeder es destruido y pierde una vida. Ocasionalmente el jugador adquiere el poder de La Fuerza, cuando esto ocurre el snowspeeder parpadea coloridamente y se vuelve invulnerable por un corto periodo de tiempo. Según se avanza en el juego la velocidad de desplazamiento de los andadores es mayor para simular un nivel de dificultad superior.
El juego termina cuando se destruyen cinco snowspeeders o cuando el andador líder arriba a la Base Eco, destruyendo el generador de escudo.